# Teni (cantante)
Teniola Apata, conosciuta semplicemente come Teni (Lagos, 12 dicembre 1992), è una cantante nigeriana.

## Biografia
Sorella minore della cantante Niniola, Teni ha completato i suoi studi all'American InterContinental University nell'Illinois, dove si è laureata in Economia aziendale.
Nel 2016 la cantante ha firmato un contratto con la Magic Fingers Records, che ha lasciato l'anno successivo per entrare a far parte della gamma di artisti della Dr. Dolor Entertainment. Nel 2018 si è fatta conoscere pubblicando i suoi primi singoli di successo, che le hanno garantito il premio per il migliore artista esordiente agli annuali Nigeria Entertainment Awards, oltre a una candidatura ai BET Awards del 2019 per il migliore artista esordiente internazionale e agli MTV Europe Music Awards 2019 per il miglior artista africano.
Dopo aver pubblicato gli EP Billionaire (2019) e The Quarantine Playlist (2020), a marzo 2021 Teni ha pubblicato il suo album di debutto, Wondaland.

## Discografia

### Album in studio
- 2021 – Wondaland
- 2023 – Tears of the Sun

### EP
- 2019 – Billionaire
- 2020 – The Quarantine Playlist (con DJ Neptune)
- 2023 – Christmas Is Here

### Singoli
- 2015 – Bad Boy (feat. Shank)
- 2016 – Amen (con Shizzi)
- 2018 – Lagos
- 2018 – Fake Jersey
- 2018 – Fargin
- 2018 – Pareke
- 2018 – Wait
- 2018 – Kolesi (con D'Tunes)
- 2018 – Simbobo (con D'Tunes)
- 2018 – Case
- 2018 – Shakeam
- 2018 – Askamaya (con Finesse Foreva e DJ Consequence)
- 2018 – Christmas Is Here
- 2018 – Uyo meyo (con VJ Adams)
- 2019 – Aye kan (con Shizzi e Mayorkun)
- 2019 – Obe (con Boj)
- 2019 – Nkwobi (con Ryan Omo)
- 2019 – Party Next Door
- 2019 – SugarMummy
- 2019 – Power Rangers
- 2019 – No wahalah (con LeriQ e Skales)
- 2019 – Billionaire
- 2019 – Ijawu (Remix) (con Sdee)
- 2019 – Bounce (con HOD)
- 2020 – Osan (con Fiokee e DJ Coublon)
- 2020 – Marry
- 2020 – Hit (Remix) (con Krizbeatz e Tekno)
- 2020 – Dinero (con Nikita)
- 2020 – African Time (con Krizbeatz)
- 2020 – Lemme Know (Remix) (con Ladipoe)
- 2020 – Come My Way (con Wande e Toyé)
- 2020 – Do You Love Me (con Otunba)
- 2020 – Wanneka Woman Anthem
- 2020 – Loke loke (con Oluwa Kuwait)
- 2020 – Fuji Pop (con Ojayy Wright)
- 2020 – Jo
- 2020 – Come and See (con P.Priime)
- 2021 – For You (con Davido)
- 2021 – Holla My Name (Remix) (con Victor Morgan)
- 2021 – Raise Your Hand (con Youssou N'Dour e Reekado Banks)
- 2021 – Dorime
- 2021 – Moslado
- 2021 – Celebrate (con Kwesi Arthur)
- 2022 – One Day
- 2022 – Little & Legendary
- 2022 – Trouble
- 2022 – Maitama (con Mayorkun, Mayorkun e Ch'cco)
- 2023 – Landlady (con Landlady)
- 2023 – No Days Off
- 2023 – Loving You (con Barry Jhay e Welmz)
- 2023 – For You (con Spyro, Diamond Platnumz, Teni e Iyanya)
- 2023 – Please Don't Go (con DeJ Loaf e Cheekychizzy)
- 2023 – Lanke
- 2024 – Psalm 23 (con Spinall)

#### Come artista ospite
- 2018 – Rambo (Dr. Dolor feat. Teni)
- 2019 – Money (Kida Kudz e Sons of Sonix feat. Teni)